# Сховище з широким стовпчиком
Сховище з широким стовпчиком (англ. wide column store) — тип NoSQL бази даних. Вона використовує таблиці, рядки та стовпчики, проте на відміну від реляційної бази даних, назви та формат стовпчиків може бути різним у різних рядках таблиці. Wide column store можна розуміти як двовимірну базу даних «ключ-значення».
Оскільки ці дворівневі структури не використовують розмітку стовпчиків, то сховища з широким стовпчиком, такі як Bigtable та Apache Cassandra, не є стовпчиковими сховищами у початковому значенні цього терміна. У стовпчикових сховищах, які зараз використовуються, стовпчикові дані так організовані, щоб кожен стовпчик міг зберігатись окремо на диску. Сховища з широкими стовпчиками часто підтримують позначення сімейств стовпчиків, які зберігаються окремо. Однак, кожне таке сімейство стовпчиків зазвичай містить групи стовпчиків, які використовуються разом, так само, як і в реляційних базах. В такому сімействі стовпчиків всі дані зберігаються стовпчик за стовпчиком, так що стовпчики обраного рядка зберігаються скоріше разом, ніж окремо. Сховище з широкими стовпчиками, яке підтримує сімейства стовпчиків також відоме як база даних з сімейством стовпчиків (англ. column family database).

## Приклади баз даних
Деякі приклади сховищ з широким стовпчиком:
- Apache Cassandra
- Apache HBase[en]
- Apache Accumulo[en]
- Azure Tables
- Bigtable
- Amazon DynamoDB
- Hypertable[en]
- ScyllaDB[en]
- Sqrrl[en]